# セントルークス管弦楽団
セントルークス管弦楽団（英、Orchestra of St.Luke's）は、アメリカ合衆国のニューヨーク市を本拠地とする室内オーケストラ。聖ルカ管弦楽団と訳される場合もある。

## 歴史
1974年にニューヨーク市グリニッジ・ヴィレッジ教区のセントルークス教会で演奏する目的で結成されたセントルークス室内合奏団（St. Luke's Chamber Ensemble）を母体とし、1979年のカラモーア音楽祭（Caramoor International Music Festival）に編成を拡大して出演したことで設立された。
主なレパートリーはバロック音楽から現代音楽まで幅広く、編成を柔軟に変えて演奏している。ニューヨークでの定期的なコンサートシリーズは好評をもって迎えられており、オルフェウス室内管弦楽団と並んでニューヨークを代表する室内管弦楽団となっている。
歴代の音楽監督・首席指揮者はチャールズ・マッケラス、ロジャー・ノリントン、ドナルド・ラニクルズ、パブロ・エラス＝カサド、バーナード・ラバディー。
主なレコーディングは、マッケラス指揮でハイドンの交響曲シリーズ、マイケル・ティルソン・トーマス指揮でベートーヴェンの交響曲第3番『英雄』、ジェームズ・レヴァイン指揮で『ピーターと狼』『青少年のための管弦楽入門』『リンカーンの肖像』、エド・デ・ワールト指揮でアダムズのオペラ『中国のニクソン』、チョン・キョンファ独奏でヴィヴァルディの『四季』などがある。